# Múscul gemin superior
El múscul gemin superior o múscul bessó superior (musculus gemellus superior) és el nom d'un múscul dels glutis. Juntament amb el gemin inferior, formen dos fascicles musculars estrets i accessoris del tendó de l'obturador intern, el qual procedeix just entre els dos gemins fins a inserir-se al trocànter major del fèmur.

## Insercions
El múscul gemin superior neix a l'espina isquiàtica, just per sota de la inserció d'alguns fascicles del tendó de l'obturador intern. Després gira cap a la part superior del tendó de l'obturador intern, per la cara interna de l'epífisi del fèmur, fins a inserir-se juntament amb aquest múscul. En rares ocasions el múscul pot estar absent en el naixement.

## Irrigació i innervació
La innervació del gemin superior la proveeix branques del nervi obturador intern provinents de L5-S1. El gemin superior està irrigat per l'artèria glútia inferior o artèria ciàtica, la branca més voluminosa de les dues terminacions del tronc anterior de l'artèria ilíaca interna.

## Funció
La contracció del gemin superior estabilitza l'articulació coxofemoral i produeix l'adducció del maluc o articulació coxofemoral; és a dir, acosta l'extremitat inferior cap a la línia mitjana del cos, especialment quan la cama està flexionada. El gemin superior també causa la rotació externa o cap enfora de l'extremitat inferior. Actua conjuntament amb el múscul gemin inferior i l'obturador inferior.

## Imatges

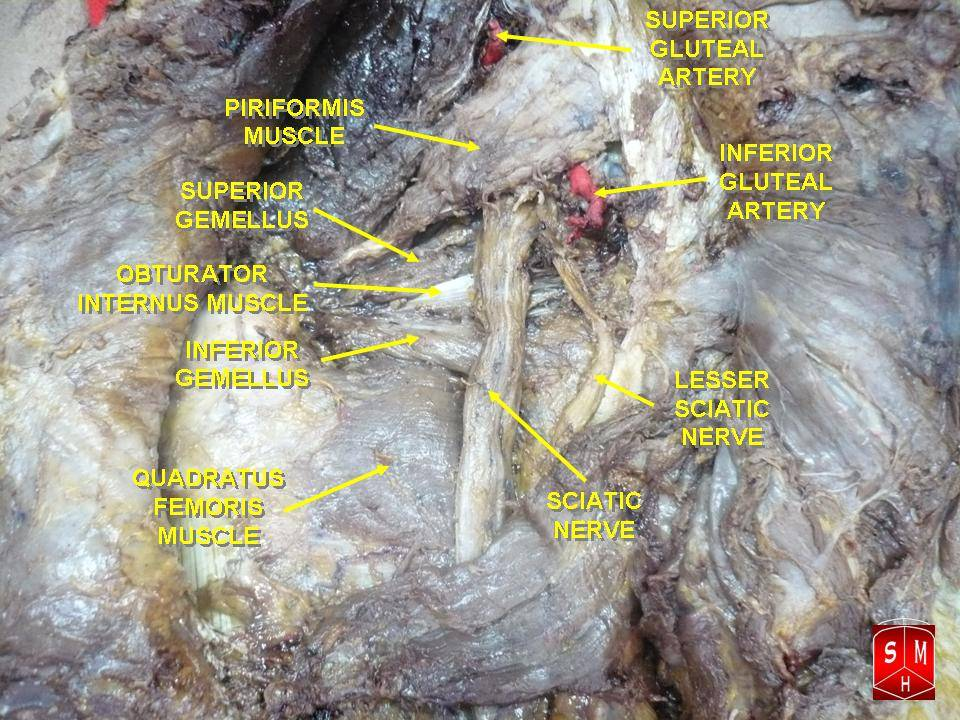
Múscul gemin superior.
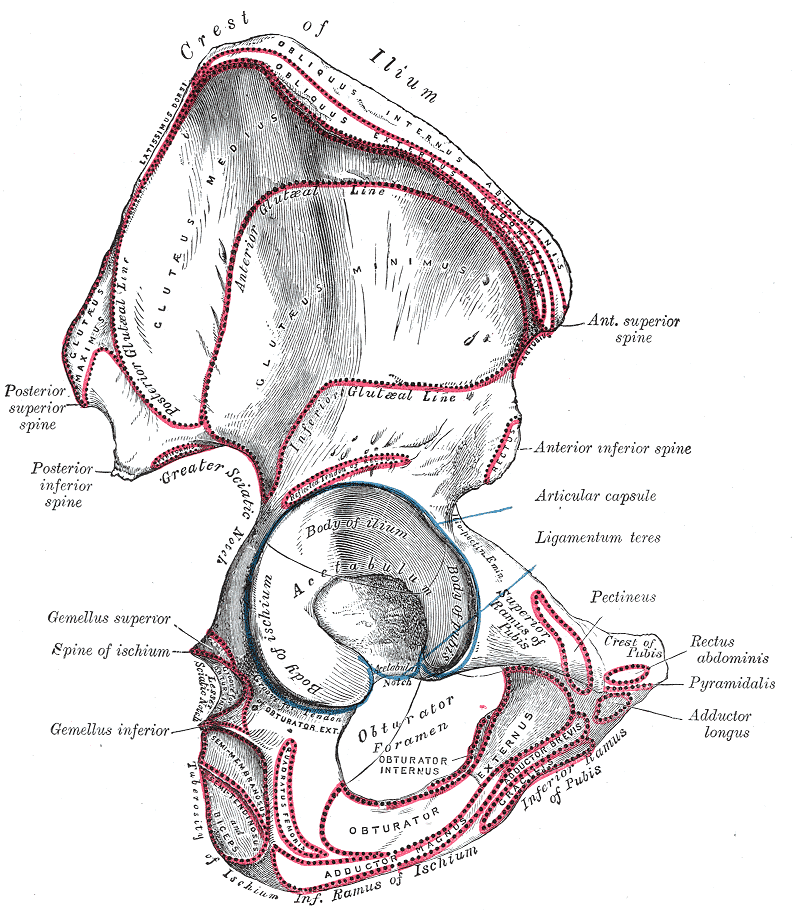
Os del maluc dret. Superfície externa.
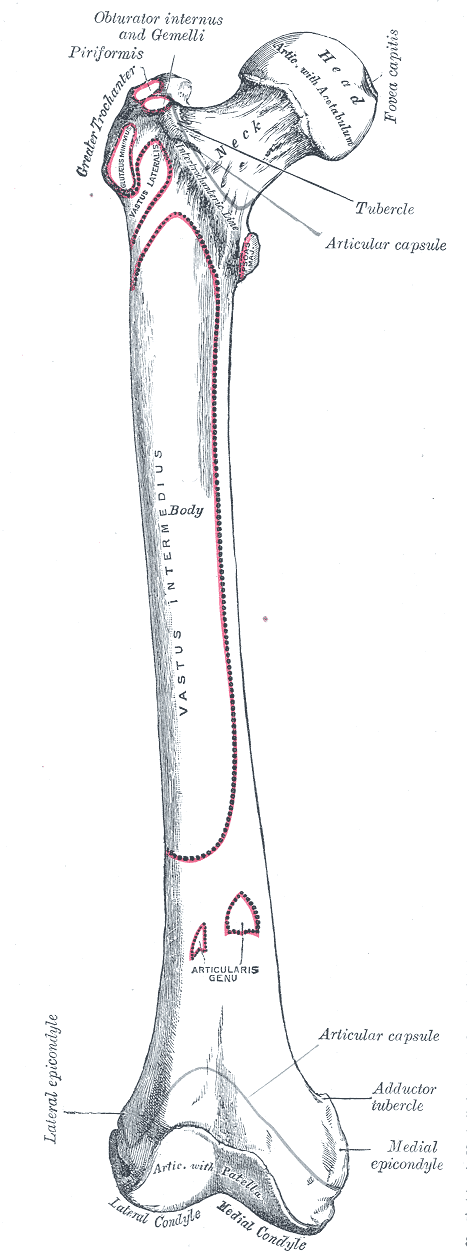
Fèmur dret. Cara anterior.